# Едді «Орел» (фільм)
«Едді „Орел“» (англ. Eddie the Eagle) — міжнародно-спродюсований біографічний, трагікомедійний фільм 2015 року, знятий Декстером Флетчером. Прем'єра стрічки в Україні відбулась 7 квітня 2016 року. Фільм розповідає про британського гірськолижника Едді Едвардса, першого представника Великої Британії на зимових Олімпійських іграх у стрибках з трампліну.

## У ролях
- Тарон Еджертон — Едді «Орел» Едвардс
  - Том Костелло — 10-річний Едді
  - Джон Костелло — 15-річний Едді
- Г'ю Джекмен — Бронсон Пірі
- Крістофер Вокен — Воррен Шарп
- Айріс Бербен — Петра
- Кіт Аллен — Террі Едвардс, батько Едді
- Джо Хартлі — Жаннет Едвардс, мати Едді
- Едвін Ендре — Матті Нюкянен
- Джим Бродбент — коментатор BBC